# Copa Libertadores de Futsal Femenina 2023
La Copa Libertadores de Futsal Femenina 2023, estilizado como CONMEBOL Libertadores Futsal Femenina 2023, fue la octava edición del torneo internacional de la Copa Libertadores Futsal Femenina organizado por la Confederación Sudamericana de Fútbol. Todos los partidos se disputaron en Polideportivo del Comité Olímpico Paraguayo en Luque, Paraguay, entre el 4 y el 11 de junio de 2023.

## Equipos participantes

### Información de los equipos
| País      | Club                  | Ciudad        | Entrenador/a     | Vía de clasificación                                           |
| --------- | --------------------- | ------------- | ---------------- | -------------------------------------------------------------- |
| Argentina | San Lorenzo           | Buenos Aires  | Claudio García   | Campeón del Torneo de Futsal Femenino de Primera División 2022 |
| Bolivia   | Always Ready          | El Alto       | Adrián Arcaine   | Campeón de la Liga Nacional de Futsal 2021                     |
| Brasil    | Stein Cascavel        | Cascavel      | Bica Coelho      | Campeón Supercopa de Brasil 2023                               |
| Chile     | Deportes Valdivia     | Valdivia      | René Agüero      | Campeón del Torneo de Futsal Femenino 2022                     |
| Colombia  | Kapital Soccer        | Bogotá        | Claudia Díaz     | Campeón del Torneo Femenino Colombiano 2022                    |
| Ecuador   | Santo Domingo         | Santo Domingo | Juan Mera        | Campeón del Torneo Femenino Ecuatoriano 2022                   |
| Paraguay  | Exa Ysaty             | Asunción      | Roberto del Pozo | Campeón de la Superliga Femenina de Futsal 2022                |
| Perú      | Marte Club            | Lima          | Juan Peña        | Campeón de la Primera División Futsal Femenino 2022            |
| Uruguay   | Club Atlético Peñarol | Montevideo    | Andrés Izquierdo | Campeón del Campeonato Sala Femenino Mayores 2022              |
| Venezuela | Pumas Sport           | La Guaira     | Thaina Laroche   | Campeón de la Liga FUTVE Futsal Femenina                       |

## Fase de grupos
El 17 de mayo de 2023 se realizó el sorteo para determinar los 2 grupos, en el sorteo se establecieron dos cabezas de serie, uno de ellos el equipo que representa al país organizador, en este caso el Exa Ysaty de Paraguay, y el otro representante el equipo que representa al último país en ganar la Copa Libertadores, el Stein Cascavel de Brasil.
La competición está dividida en dos grupos de cinco equipos cada grupo, y el sistema de competición es a una vuelta a jugar contra todos los equipos del grupo. Los dos primeros equipos de cada grupo pasarán a las semifinales, y el ganador de cada semifinal jugará la final para determinar el campeón del torneo.

### Grupo A
| Equipo        | Pts | PJ | PG | PE | PP | GF | GC |
| ------------- | --- | -- | -- | -- | -- | -- | -- |
| San Lorenzo   | 12  | 4  | 4  | 0  | 0  | 15 | 3  |
| Exa Ysaty     | 9   | 4  | 3  | 0  | 1  | 12 | 9  |
| Pumas Sport   | 6   | 4  | 2  | 0  | 2  | 8  | 11 |
| Marte Club    | 3   | 4  | 1  | 0  | 3  | 11 | 10 |
| Santo Domingo | 0   | 4  | 0  | 0  | 4  | 7  | 20 |

| 4 de junio de 2023, 16:00 (UTC-4) | Marte Club                                                                                        | 7:2     | Santo Domingo                       | Polideportivo del COP, Luque              |                                           |
|                                   | Gaby Viloria 10' · Nayeli Conde 18' · Nancy Rivas 22' · Luisa Gutiérrez 24' 29' 34' · Alondra 40' | Reporte | Viviana López 25' · Sara Garces 33' | Árbitro(s): Valeria Palma Edit Labrandero | Árbitro(s): Valeria Palma Edit Labrandero |

| 4 de junio de 2023, 18:00 (UTC-4) | Exa Ysaty                                                       | 5:1     | Pumas Sport              | Polideportivo del COP, Luque                 |                                              |
|                                   | Mara Talavera 20' 26' 37' · Rosa Aquino 25' · Tamara Aquino 38' | Reporte | Mariángela Magdaleno 36' | Árbitro(s): Aline Santos Katherine Rodríguez | Árbitro(s): Aline Santos Katherine Rodríguez |

| 5 de junio de 2023, 16:00 (UTC-4) | San Lorenzo                                                                                             | 6:1     | Santo Domingo        | Polideportivo del COP, Luque         |                                      |
|                                   | Luciana Ubeda 2' · Rocío Vázquez 4' · Daniela Camargo 6' 25' · Federica Silvera 13' · Maira Cabrera 31' | Reporte | Daniela Fernández 8' | Árbitro(s): Paula Silva Aline Santos | Árbitro(s): Paula Silva Aline Santos |

| 5 de junio de 2023, 18:00 (UTC-4) | Pumas Sport                                    | 2:1     | Marte Club       | Polideportivo del COP, Luque                 |                                              |
|                                   | Génesis Fuentes 19' · Mariángela Magdaleno 37' | Reporte | Nayeli Conde 14' | Árbitro(s): Katiucia Meneguzzi Martha Quispe | Árbitro(s): Katiucia Meneguzzi Martha Quispe |

| 6 de junio de 2023, 16:00 (UTC-4) | Pumas Sport          | 1:3     | San Lorenzo                                                     | Polideportivo del COP, Luque                    |                                                 |
|                                   | Francy Rodríguez 29' | Reporte | Rocío Vázquez 35' · Daniela Camargo 37' · Florencia Coronel 40' | Árbitro(s): Katherine Rodríguez Edit Lambradero | Árbitro(s): Katherine Rodríguez Edit Lambradero |

| 6 de junio de 2023, 18:00 (UTC-4) | Marte Club          | 2:4     | Exa Ysaty                                               | Polideportivo del COP, Luque          |                                       |
|                                   | Nancy Rivas 25' 40' | Reporte | Yaritza 17' 27' · Mara Talavera 24' · Damia Cortaza 38' | Árbitro(s): Paula Silva Valeria Palma | Árbitro(s): Paula Silva Valeria Palma |

| 7 de junio de 2023, 16:00 (UTC-4) | San Lorenzo                                 | 2:1     | Marte Club       | Polideportivo del COP, Luque                |                                             |
|                                   | Florencia Coronel 39' · Daniela Camargo 40' | Reporte | Gaby Viloria 40' | Árbitro(s): Aline Santos Katiucia Meneguzzi | Árbitro(s): Aline Santos Katiucia Meneguzzi |

| 7 de junio de 2023, 18:00 (UTC-4) | Santo Domingo      | 2:3     | Exa Ysaty                           | Polideportivo del COP, Luque                    |                                                 |
|                                   | Sara Garces 8' 15' | Reporte | Rosa Aquino 27' 36' · Ruiz Díaz 37' | Árbitro(s): Edit Lambradero Katherine Rodríguez | Árbitro(s): Edit Lambradero Katherine Rodríguez |

| 8 de junio de 2023, 16:00 (UTC-4) | Santo Domingo          | 2:4     | Pumas Sport                                                     | Polideportivo del COP, Luque                 |                                              |
|                                   | Bone 11' · Banchen 39' | Reporte | Valera 2' · Francy Rodríguez 7' · Mariángeles Magdaleno 23' 36' | Árbitro(s): Katiucia Meneguzzi Martha Quispe | Árbitro(s): Katiucia Meneguzzi Martha Quispe |

| 8 de junio de 2023, 18:00 (UTC-4) | Exa Ysaty | 0:4     | San Lorenzo                                                     | Polideportivo del COP, Luque           |                                        |
|                                   |           | Reporte | Juana Fonseca 25' 27' · Daniela Camargo 35' · Tamara Arario 39' | Árbitro(s): Valeria Palma Johanna Vega | Árbitro(s): Valeria Palma Johanna Vega |

### Grupo B
| Equipo                | Pts | PJ | PG | PE | PP | GF | GC |
| --------------------- | --- | -- | -- | -- | -- | -- | -- |
| Stein Cascavel        | 12  | 4  | 4  | 0  | 0  | 32 | 0  |
| Always Ready          | 7   | 4  | 2  | 1  | 1  | 9  | 4  |
| Club Atlético Peñarol | 4   | 4  | 1  | 1  | 2  | 4  | 10 |
| Kapital Soccer        | 3   | 4  | 1  | 0  | 3  | 5  | 21 |
| Deportes Valdivia     | 2   | 4  | 0  | 2  | 2  | 6  | 21 |

| 4 de junio de 2023, 12:00 (UTC-4) | Stein Cascavel                                                                  | 6:0     | Club Atlético Peñarol | Polideportivo del COP, Luque                |                                             |
|                                   | Tais 7' · Alice 8' · Duda 15' · Lujambio 26' · Crocano 37' · Julia Chimello 40' | Reporte |                       | Árbitro(s): Bettina Cingari Oriana Zambrano | Árbitro(s): Bettina Cingari Oriana Zambrano |

| 4 de junio de 2023, 14:00 (UTC-4) | Deportes Valdivia                                  | 3:3     | Always Ready                      | Polideportivo del COP, Luque                |                                             |
|                                   | Quezada 24' · Bergottini 28' · Génesis Fonseca 36' | Reporte | Dayana Jiménez 8' 27' · Chura 16' | Árbitro(s): Johanna Vega Gema Villavivencio | Árbitro(s): Johanna Vega Gema Villavivencio |

| 5 de junio de 2023, 12:00 (UTC-4) | Kapital Soccer | 0:4     | Always Ready                                           | Polideportivo del COP, Luque             |                                          |
|                                   |                | Reporte | Yoselín Portales 2' · María Gálvez 20' 26' · Chura 36' | Árbitro(s): Tayana Moreno Lorena Sánchez | Árbitro(s): Tayana Moreno Lorena Sánchez |

| 5 de junio de 2023, 14:00 (UTC-4) | Club Atlético Peñarol              | 2:2     | Deportes Valdivia                    | Polideportivo del COP, Luque            |                                         |
|                                   | Paula Viera 14' · Lorena Graña 24' | Reporte | Rocío Maira 6' · Génesis Fonseca 37' | Árbitro(s): Estefania Pinto Karem Barco | Árbitro(s): Estefania Pinto Karem Barco |

| 6 de junio de 2023, 12:00 (UTC-4) | Deportes Valdivia | 0:11    | Stein Cascavel                                                                                           | Polideportivo del COP, Luque            |                                         |
|                                   |                   | Reporte | Camila 1' 2' 14' · Tais 5' 33' · Camilinha 7' · Lelinha 10' · Kalê 24' · Jaque Nunes 32' · Alice 38' 39' | Árbitro(s): Rosa Carvahlo Nelly Cabrera | Árbitro(s): Rosa Carvahlo Nelly Cabrera |

| 6 de junio de 2023, 14:00 (UTC-4) | Club Atlético Peñarol                   | 2:0     | Kapital Soccer | Polideportivo del COP, Luque            |                                         |
|                                   | Lorena Graña 2' · Florencia Vicente 23' | Reporte |                | Árbitro(s): Aldana Arrieta Liz Arellano | Árbitro(s): Aldana Arrieta Liz Arellano |

| 7 de junio de 2023, 12:00 (UTC-4) | Always Ready | 0:1     | Stein Cascavel | Polideportivo del COP, Luque               |                                            |
|                                   |              | Reporte | Camila 15'     | Árbitro(s): Oriana Zambrano Aldana Arrieta | Árbitro(s): Oriana Zambrano Aldana Arrieta |

| 7 de junio de 2023, 14:00 (UTC-4) | Kapital Soccer                                                                     | 5:1     | Deportes Valdivia   | Polideportivo del COP, Luque                     |                                                  |
|                                   | Adriana Vilardi 5' 33' · Karol Perdomo 8' · María Roldán 16' · Laura Rodríguez 37' | Reporte | Valentina Lucero 2' | Árbitro(s): Bettina Cingari Alexandra Chicharrón | Árbitro(s): Bettina Cingari Alexandra Chicharrón |

| 8 de junio de 2023, 12:00 (UTC-4) | Stein Cascavel | 14:0    | Kapital Soccer | Polideportivo del COP, Luque            |                                         |
|                                   | Thaila 4' 35' · Luana 7' 32' · Camilinha 10' 20' 28' 31' · Tais 12' · Julia Chimello 13' · Lelinha 14' · Duda 24' · Camila 32' · Flávia 36' | Reporte |                | Árbitro(s): Lorena Sánchez Liz Arellano | Árbitro(s): Lorena Sánchez Liz Arellano |

| 8 de junio de 2023, 14:00 (UTC-4) | Always Ready                 | 2:0     | Club Atlético Peñarol | Polideportivo del COP, Luque            |                                         |
|                                   | María Gálvez 11' · Chura 16' | Reporte |                       | Árbitro(s): Tayana Moreno Rosa Carvalho | Árbitro(s): Tayana Moreno Rosa Carvalho |

## Fase Final

### Noveno lugar
| 10 de junio de 2023, 12:00 (UTC-4) | Santo Domingo                         | 2:5     | Deportes Valdivia                                                                    | Polideportivo del COP, Luque             |                                          |
|                                    | Adriana Barre 33' · Viviana López 33' | Reporte | Quezada 4' · Rocío Maira 7' · Valentina Lucero 24' · Bergottini 29' · Nadia Toro 40' | Árbitro(s): Estefania Pinto Aline Santos | Árbitro(s): Estefania Pinto Aline Santos |

### Séptimo lugar
| 10 de junio de 2023, 14:00 (UTC-4) | Marte Club                                                                        | 1:1 (3:4 p.)               | Kapital Soccer                                                     | Polideportivo del COP, Luque        |                                     |
|                                    | Gaby Viloria 39'                                                                  | Reporte                    | Laura Pallares 16'                                                 | Árbitro(s): Paula Silva Karem Barco | Árbitro(s): Paula Silva Karem Barco |
|                                    |                                                                                   | Tiros desde el punto penal |                                                                    |                                     |                                     |
|                                    | Gaby Viloria · Nayeli Conde · Gianella Alvarado · Nancy Rivas · Andrea de la Cruz |                            | Mayerly Ramírez · Laura Pallares · Karol Perdomo · Laura Rodríguez |                                     |                                     |

### Quinto lugar
| 11 de junio de 2023, 12:00 (UTC-4) | Pumas Sport | 0:2     | Club Atlético Peñarol                 | Polideportivo del COP, Luque              |                                           |
|                                    |             | Reporte | Paula Viera 37' · Mariana Crocano 40' | Árbitro(s): Lorena Sánchez Aldana Arrieta | Árbitro(s): Lorena Sánchez Aldana Arrieta |

### Semifinales
| 10 de junio de 2023, 16:00 (UTC-4) | San Lorenzo                                                     | 4:6 (4:4) (t. s.) | Always Ready                                                           | Polideportivo del COP, Luque                    |                                                 |
|                                    | Daniela Camargo 25' · Rocío Vázquez 27' 28' · Luciana Ubeda 35' | Reporte           | Kely Manrique 9' · María Gálvez 18' 32' 46' · Yoselín Portales 31' 42' | Árbitro(s): katherine Rodríguez Oriana Zambrano | Árbitro(s): katherine Rodríguez Oriana Zambrano |

| 10 de junio de 2023, 18:30 (UTC-4) | Exa Ysaty | 0:8     | Stein Cascavel                                                                          | Polideportivo del COP, Luque            |                                         |
|                                    |           | Reporte | Camilinha 8' · Tais 15' · Jaque Nunes 16' · Flávia 27' · Alice 29' 30' 35' · Camila 34' | Árbitro(s): Tayana Moreno Rosa Carvalho | Árbitro(s): Tayana Moreno Rosa Carvalho |

### Tercer lugar
| 11 de junio de 2023, 14:00 (UTC-4) | San Lorenzo                                                         | 2:2 (4:1 p.)               | Exa Ysaty                                    | Polideportivo del COP, Luque                   |                                                |
|                                    | Rocío Vázquez 36' · Florencia Coronel 37'                           | Reporte                    | Mara Talavera 6' · Ruiz Díaz 35'             | Árbitro(s): Katiucia Meneguzzi Edit Lambradero | Árbitro(s): Katiucia Meneguzzi Edit Lambradero |
|                                    |                                                                     | Tiros desde el punto penal |                                              |                                                |                                                |
|                                    | Daniela Camargo · Juana Fonseca · Luciana Zacmon · Federica Silvera |                            | Rosa Aquino · Sol Villamayor · Damia Cortaza |                                                |                                                |